# Alien Love Child
Alien Love Child é uma banda de rock, pop, blues e jazz criada em 1994 e liderada pelo guitarrista estadunidense Eric Johnson.

## Histórico
Em 1994, o guitarrista Eric Johnson juntou com os amigos Chris Maresh (baixo) e Bill Maddox (bateria e percussão) para fazerem show esporádicos, enquanto o guitarrista gravava o álbum Venus Isle. A avaliação positiva do público durante as apresentações da banda fez com que a banda fizesse shows mais regularmente.
| “ | "A maioria das músicas que tocamos é de forma espontânea e alimentada pela emoção de nós três tocando juntos. É quase tudo improviso. É bom porque pode pode ser tão grande quanto você quer que seja." | ” |

Em 2000, lançaram seu único álbum, ao vivo, intitulado Live And Beyond, que contem músicas inéditas gravadas durante 3 noites no Antone's Blues Club na cidade de Austin, capital do Texas, EUA - a banda escolheu o local pois já havia realizado várias apresentações no mesmo local, desde sua criação.
Em 2002, a música "Rain" foi indicada ao Grammy Award (categoria: Best Rock Instrumental Performance).
A banda voltou a ativa novamente em 2009, quando, no dia 22 de Agosto, fez um show beneficente ao "The Austin Art & Music Partnership (AAMP)" no The One World Theater, em Austin-TX. Além desse show, a banda fez mais 4 apresentações, todas no Texas.
Em 2010, o baterista e percussionista da banda, Bill Maddox, veio a falecer.

## Formação
- Eric Johnson: guitarras e vocais.
- Chris Maresh: baixo.
- Bill Maddox: bateria e percussão.

## Discografia
- 2000 - Live And Beyond

## Videos e Aparições na Televisão
- 2001 - House Of Blues (Webcast Live) – Alien Love Child Tour[5]

## Prêmios e Indicações
| Ano  | Música | Álbum           | Prêmio        | Indicação                          | Resultado | Ref.  |
| ---- | ------ | --------------- | ------------- | ---------------------------------- | --------- | ----- |
| 2002 | Rain   | Live and Beyond | Grammy Awards | Best Rock Instrumental Performance | Indicado  | [ 2 ] |